# Placididea
Placididea es un pequeño grupo de organismos heterótrofos unicelulares y biflagelados perteneciente al filo Bigyra. Son fagótrofos, pues carecen de cloroplastos, y se fijan al sustrato durante la alimentación mediante el flagelo posterior, que también utilizan para deslizarse. El flagelo anterior presenta mastigonemas, mientras que el posterior es liso. Comprende dos especies que en los análisis moleculares resultan uno de los clados separados más tempranamente en el árbol filogenético de los heterocontos.